# Extension du domaine de la lutte (film)
Extension du domaine de la lutte è un film francese del 1999 diretto da Philippe Harel, anche interprete del protagonista e autore della sceneggiatura insieme a Michel Houellebecq, autore dell'omonimo romanzo da cui il film è tratto.

## Trama
Il protagonista (chiamato semplicemente "Nostro Eroe") è un uomo uscito dalla depressione, con una visione cinica della vita e disilluso dalla società moderna (talvolta citando Schopenhauer e Kant per criticare la mercificazione del contatto umano), fumatore incallito e ancora destabilizzato dalla fine della relazione con la fidanzata Véronique, avvenuta due anni prima (da allora non ha più fatto sesso, anche se occasionalmente si masturba). Pur desiderando avere una compagna, non la trova perché non riesce a interagire normalmente con le donne. La sua vita sociale è ridotta al minimo. Non ha amici.
Durante un viaggio di lavoro (è impiegato come programmatore in un'azienda di servizi informatici parigina), viene affiancato dal collega Raphaël Tisserand, un uomo col chiodo fisso del sesso, ma pateticamente incapace di concretizzare questa sua fissazione a causa di doti fisiche a dir poco scadenti, venendo sistematicamente respinto da qualunque donna egli tenti di avvicinare. L'esperienza sembra interrompersi bruscamente per un problema serio di salute del protagonista, che teme di aver avuto in infarto, ma che si rivela essere una pericardite; dopo qualche settimana, i due riprendono il viaggio.
Durante una cena, Tisserand confida al protagonista i propri dolori, compreso il fatto che a 28 anni è ancora vergine. Nonostante il protagonista gli consigli di andare con una prostituta, Tisserand, che desidera anche una relazione d'amore, preferisce continuare a sperare che le cose vadano in un altro modo.
La Vigilia di Natale si avvicina. Il protagonista propone a Tisserand, che è ebreo, di trascorrere la serata diversamente andando in una discoteca. Tisserand prova ad approcciare qualche ragazza sulla pista da ballo, ma viene rifiutato per l'ennesima volta; deluso e sconfortato, va a sedersi accanto al protagonista il quale, sbattendogli in faccia la dura verità secondo cui nessuna donna sarà mai fisicamente attratta da lui, lo provoca arrivando perfino a suggerirgli di sfogare le sue frustrazioni vendicandosi con l'omicidio. I due iniziano a seguire con l'auto una coppia fino alla spiaggia, ma alla fine Tisserand, che nonostante tutto è di buon cuore, abbandona il macabro piano e decide di tornare a Parigi.
Il giorno seguente, in azienda viene data la notizia dell'inaspettata morte di Tisserand, causata da un incidente stradale a Natale. Per qualche giorno il protagonista non si reca al lavoro e precipita nella più totale depressione. Un giorno una collega gli chiede una sigaretta, e inaspettatamente il protagonista le dà uno schiaffo; decide perciò di andare in analisi (sebbene avesse precedentemente espresso un parere negativo su tale pratica). Nella clinica, il protagonista continua a inveire contro le donne e la società, di cui rifiuta i valori stereotipati (una gerarchia di dominio del potere tra gli uomini e una gerarchia di seduzione tra le donne) e dove giunge alla conclusione che la causa della maggior parte dei problemi mentali della gente è la carenza di amore.
Il film si conclude però con una nota positiva. Il protagonista visita la tomba di Tisserand e riconosce il fatto che lui, nonostante tutte le delusioni subite, abbia trovato la forza di andare avanti e cercare l'amore; successivamente inizia a prendere lezioni di ballo e si ritrova faccia a faccia con una donna più alta di lui, con la quale incrocia lo sguardo e scambia molti sorrisi.

## Riconoscimenti
- 2000 – Chicago International Film Festival
  - Candidatura al miglior film